# Живан Живковић
Живан Живковић (Нови Карловци 1952 — Београд 1996) био је књижевни критичар и есејиста и универзитетски предавач. Живковић је радо као доцент на Филолошком факултету у Београду. 
Гимназију је завршио у Инђији а студије југословенске и опште књижевности у Београду где је и магистрирао 1983. године са тезом Часопис „Путеви“ 1922 - 1924. За магистарски рад добио је награду Велибор Глигорић. Докторирао је са тезом Сигнализам: генеза, поетика и уметничка пракса 1991. године. На Филолошком факултету, све до своје преране смрти, предавао је Српску књижевност двадесетог века. У бројним југословенским листовима и часописима овај научни радник објавио је више стотина критика, есеја и студија о савременој књижевности. Посебно се бавио истраживањем и тумачењем авангардних и неоавангардних тенденција у српској кеижевности, дечјом књижевношћу и, последњих година живота и рада, хаику поезијом.

## Дела
- „Орбите сигнализма“, 1985,
- „Изазови авангарде“, 1986;
- „Седми печат“, 1988;
- „Сведочења о авангарди“, 1992;
- „Сигнализам: генеза, поетика и уметничка пракса“, 1994;
- „Реч и смисао“, 1995;
- „Од речи до знака“, 1996;
- „Гост са истока“, 1996;

и постхумно:
- „Са страница детињства“, 1998;
- „Небески звоник“, 1998.

## Препоручена литература
- Милослав Шутић, „Једна значајна монографија о сигнализму“, Интернационална ревија Сигнал, број 11-12, 1996;
- Мирко Иконић, „Сигнализам у токовима неоавангарде“, Интернационална ревија Сигнал, број 11-12. 1996;
- Драгољуб П. Ђурић, „Одлазак блиставог есејисте“, Политика, 28. 12. 1996;
- Милутин Ђуричковић, „Истраживач сигнализма“, Борба, 16. 12. 1996;
- Јован Пејчић, „Научноистраживачки опус Живана Живковића“, Интернационална ревија Сигнал, број 15-16-17, 1997;
- Мирољуб Тодоровић, „Подршка за нове стваралачке продоре“, Књижевне новине, број 944/945, 1997;
- Слободан Ж. Марковић, „Три љубави Живана Живковића“, Детињство, број 4, 1996;
- „ГОДИШЊАК катедре за српску књижевност са југословенским књижевностима“ (Посвећен успомени на др. Живана Живковића), Филолошки факултет Универзитета у Београду, 2006;
- Дејан Жикић, „Споменица др. Живана Живковића“, Дунавски венац број 29, 2007.